# Рудольф Валентино
Рудо́льф Валенти́но (англ. Rudolph Valentino; 6 травня 1895 — 23 серпня 1926) — американський кіноактор італійського походження. Зірка німого кіно, творець типа «екзотичного героя-коханця» у 15 фільмах. Автор ліричної збірки віршів «Мрії» (1923 рік).

## Біографія
Справжнє ім'я Рудольфо Валентино — Родольфо Альфонсо Раффаелло П'єтро Філіберто Гульельмі ді Валентино д'Антоньолла (італ. Rodolfo Alfonso Raffaello Pietro Filiberto Guglielmi di Valentino d'Antoniolla). Народився у маленькому місті Кастелланета в Апулії, в родині колишнього циркача, який після одруження залишив мандрівне життя і став ветеринаром. 1906 року вступив до сільськогосподарського коледжу в Таранто. Але вже через декілька років він звідти був відрахований за любовні походеньки. Повернувшись додому він проводив час у кафе й барах. Валентино довго не бажав шукати роботу і жив на гроші, що залишилися після смерті батька і на кошти, які заробляли його мати і старший брат. Незабаром поїхав до Парижу, де розпочав кар'єру як талановитий танцюрист.
У 1913 році Валентино попрямував до США на борту судна «Клівленд». Перші роки життя у Америці він провів у Нью-Йорку, де швидко витратив всі гроші і почав працювати — спочатку офіціантом і садівником, а потім як професійний партнер-танцюрист — жиголо; його спеціальністю стало аргентинське танго. Любовний зв'язок з одруженою дамою Біанкою де Солле ледве не призвів до тюрми. Родольфо влаштувався у мандрівний театр, з яким вирушив до Голлівуда. Тут він працював статистом й підробляв танцями у кафе Лос-Анджелеса. Починаючи з 1917 року він грав епізодичні ролі (зазвичай бандитів і негідників) у бойовиках, що не давало йому ні найменшої надії на успіх.
У 1919 році актор привернув до себе увагу скандальним одруженням з кінозіркою Джин Екер. Цей був найкоротший «зоряний» шлюб в історії — він проіснував лише 6 годин. Увечері в день весілля Джин закрилася у номері готелю і відмовилася впускати чоловіка; фактично, на цьому їхнє сімейне життя закінчилося. Оформивши в 1922 році розлучення, вони згодом підтримували цілком дружні стосунки.
З 1920 року він отримав першу значну роль у фільмі «Заміжня діва». А вже починаючи з кінокартини «Чотири вершники Апокаліпсису» у 1921 році, він став зіркою Голлівуда. Саме його гра врятувала поганий сценарій й режисуру. «Шейх» Джорджа Мелфорда (1921) ще більш посилив глядацький ажіотаж навколо Валентино.
Він легко заробив репутацію головного серцеїда Голлівуду, завів роман з актрисою Аллою Назімовою, але потім втік до Мексики з її подругою Наташею Рамбовою, з якою оформив шлюб у травні 1922 року. Незабаром з'ясувалося, що нове одруження відбулося тоді, коли розірвання його попереднього шлюбу ще не було офіційно завершено, через що Валентино потрапив до суду як двоєженець.
Не дивлячись на те, що його шлюб з Рамбовою був через рік визнаний законним, Валентино не вважав це приводом стати розсудливим. Він дуже швидко охолов до неї і навіть вніс до контракту із студією вимогу, щоб Рамбову не допускали на майданчик під час його зйомок. Незабаром вони розлучилися, хоча шлюб їх так і не був розірваний.
Вже у 1922 році його гонорар за фільм становив 100 тисяч доларів. 1923 року Валентино провів успішні гастролі по містам Америки, Англії, Франції та Італії, отримуючи 3 тисячі доларів на тиждень. 1925 року Валентино підписав контракт з компанією «Юнайтед Артістс» на 1 млн доларів з умовою, що Наташа Рамбова ніколи не переступить порогу кіностудії.
Створені Валентино екранні образи не можна назвати глибокими, але вони були пластичні, виразні та провокаційно-чуттєві. У перших успішних фільмах головним його «знаряддям» був танець; в пізніших актора вів за собою створений раніше імідж, який був найвищою мірою жаданим для публіки.

### Смерть і похорони
15 серпня 1926 року 31-річний Руді Валентино у тяжкому стані був доставлений до нью-йоркської лікарні — у нього була перфорація виразки шлунка. Був помилково діагностований гострий апендицит, з приводу якого була виконана апендектомія, проте почався перитоніт і 23 серпня актор помер. Діагноз перфоратиної виразки шлунка був встановлений тільки на аутопсії. У хірургії донині існує збірне поняття — «синдром Валентино» — вторинно змінений червоподібний відросток за рахунок іншої патології черевної порожнини.
Смерть Валентино викликала кілька самогубств серед його найфанатичніших прихильниць. Труна, в якій його поховали, була зроблена зі срібла і червоного дерева. Якщо вірити легенді, Беніто Муссоліні надіслав для нього почесний караул. Під час похорону з пролітаючих літаків на натовп сипалися пелюстки троянд.
Перед похороном Валентино його родичі оголосили, що тіло актора буде виставлено у відкритій труні, щоб з ним могли попрощатися всі його шанувальники. Існує легенда, нібито через побоювання, що натовп фанатів може рознести на частини труну і навіть пошкодити небіжчика, на жалобній церемонії замість тіла у відкритій труні була виставлена спеціально виготовлена воскова фігура Валентино.
До моменту своєї смерті Валентино загруз у боргах, через що його родичі не змогли купити для його могили пристойне місце на кладовищі. Дізнавшись про це, Джун Метіс, сценаристка фільмів «Чотири вершники Апокаліпсису» і «Кров і пісок», дозволила тимчасово поховати його в родинному склепі Метіс у Голлівуді. Проте незабаром і вона, і її мати також померли, вимагати перенесення праху Валентіно на інше місце стало нікому, і тимчасова могила актора стала постійною.
Прах актора похований на кладовищі Голлівуд назавжди (Hollywood Forever). Протягом багатьох років на кожну річницю смерті Валентино до його могили приходили тисячі жінок. Це стало настільки звичним, що коли в 1956 році, через 30 років після смерті актора, на його могилу не прийшла жодна прихильниця, цю новину визнали гідною поширення по каналах найбільших телеграфних агентств.

## Пам'ять про Валентино
- У 1961 році в місті Кастелланета, де народився Валентіно, йому було встановлено пам'ятник.
- У 1978 році частина бульвару Ірвінг у Голлівуді була перейменована на вулицю Рудольфа Валентино.
- У танго є спеціальна фігура, яка названа «Валентино» на честь артиста.

## Фільми про Валентино
- 1951 : «Валентино»
- 1977 : «Валентино»[en]

## Фільмографія
| Рік  | Українська назва              | Оригінальна назва                   | Роль                                     |
| ---- | ----------------------------- | ----------------------------------- | ---------------------------------------- |
| 1914 | Моя офіційна дружина          | My Official Wife                    |                                          |
| 1914 | Битва статей                  | The Battle of the Sexes             |                                          |
| 1916 | Пошук життя                   | The Quest of Life                   |                                          |
| 1916 | Дурна діва                    | The Foolish Virgin                  |                                          |
| 1916 | Сімнадцятиріччя               | Seventeen                           |                                          |
| 1917 | Аліменти                      | Alimony                             | танцюрист                                |
| 1918 | Сенсація                      | A Society Sensation                 | Дік Бредлі                               |
| 1918 | Всю ніч                       | All Night                           | Річард Тайер                             |
| 1918 | Заміжня діва                  | The Married Virgin                  | граф Роберт Сан Фраціні                  |
| 1919 | Чудовий маленький диявол      | The Delicious Little Devil          | Джиммі Калхун                            |
| 1919 | Великий маленька людина       | The Big Little Person               | Артур Ендікот                            |
| 1919 | Роман негідника               | A Rogue's Romance                   | танцюрист                                |
| 1919 | Віртуозний грішник            | Virtuous Sinners                    |                                          |
| 1919 | Вдома нікого                  | Nobody Home                         | Моріс Реннард                            |
| 1919 | Очі молодості                 | Eyes of Youth                       | Кларенс Морган                           |
| 1920 | Викрадені миті                | Stolen Moments                      | Хосе Дальмарез                           |
| 1920 | Авантюристка                  | An Adventuress                      | Жак Радені                               |
| 1920 | Шахрай                        | The Cheater                         |                                          |
| 1920 | Майданчик для ігор пристрасті | Passion's Playground                | принц Анджело Делла Роббіа               |
| 1920 | Чудовий шанс                  | The Wonderful Chance                | Джо Клінгсбі                             |
| 1921 | Чотири вершники Апокаліпсису  | The Four Horsemen of the Apocalypse | Хуліо Деснойєрс                          |
| 1921 | Невідкриті моря               | Uncharted Seas                      | Френк Андервуд                           |
| 1921 | Чарівна сила                  | The Conquering Power                | Чарльз Гранде                            |
| 1921 | Шейх                          | The Sheik                           | шейх Ахмед Бен Хассан                    |
| 1921 | Каміла                        | Camille                             | Арман Дюваль                             |
| 1922 | Моран з леді Летті            | Moran of the Lady Letty             | Рамон Ларедо                             |
| 1922 | За скелями                    | Beyond the Rocks                    | лорд Гектор Бракондейл                   |
| 1922 | Кров і пісок                  | Blood and Sand                      | Хуан Гальярдо                            |
| 1922 | Молодий раджа                 | The Young Rajah                     | Амос Джадд                               |
| 1924 | Месьє Бокер                   | Monsieur Beaucaire                  | герцог Шартрський                        |
| 1924 | Святий диявол                 | A Sainted Devil                     | дон Алонсо Кастро                        |
| 1925 | Кобра                         | Cobra                               | граф Родріго Торріані                    |
| 1925 | Орел                          | The Eagle                           | лейтенант Володимир Дубровський          |
| 1926 | Син шейха                     | The Son of the Sheik                | Ахмед, син шейха / шейх Ахмед Бен Хассан |